# David Halsey
Henry David Halsey (* 27. Januar 1919 in Long Ditton, Surrey; † 16. Mai 2009 in Norwich) war ein britischer anglikanischer Theologe und Bischof der Diözese Carlisle.
David Halsey besuchte die King’s College School in Wimbledon und studierte am King’s College in London. Er wurde in Wells am Wells Theological College zum Priester ausgebildet. Von 1942 bis 1945 arbeitete er zunächst als Priester in Petersfield in Hampshire. Danach trat er eine Priesterstelle beim Royal Naval Volunteer Reserve an, um danach in Plymouth, Netheravon und Chatham zu arbeiten. Von 1962 bis 1968 war er in Bromley tätig. 1968 wurde er als „Bischof von Tonbridge“ Suffraganbischof in der Diözese Rochester. Von dort wechselte er nach Carlisle, wo er von 1972 bis 1989 Bischof war. Als Bischof von Carlisle war er von 1976 an Mitglied des House of Lords.
Nachdem David Halsey in den Ruhestand gegangen war, lebte er in Seaview auf der Isle of Wight. David Halsey war seit 1947 verheiratet, und das Ehepaar hatte vier Töchter.